# Kabinet-de Jongh-Elhage I
Het kabinet-de Jongh-Elhage I was van 26 maart 2006 tot 26 maart 2010 het 26ste kabinet van de Nederlandse Antillen en het eerste onder leiding van Emily de Jongh-Elhage. Tot informateur en formateur werd Pedro Atacho aangewezen. In het kader van de aankomende opheffing van de Nederlandse Antillen luidde de informatieopdracht "een transitieprogramma opstellen en op basis daarvan een nieuw Antilliaans kabinet vormen, bij voorkeur op basis van een tweederde meerderheid en een breed draagvlak van alle eilandelijke vertegenwoordigingen in de Staten". Dit resulteerde in een coalitieregering met deelname van de partijen PAR, MAN, PNP, NA, UPB, DP Sint Eustatius en WIPM. Nadat de MAN-ministers eind 2006 hun ontslag indienden trad de FOL toe tot de coalitie.  

## Samenstelling
Het eerste kabinet de Jongh-Elhage bestond uit acht ministers (exclusief de gevolmachtigd minister in Den Haag) en zes staatssecretarissen. De PAR leverde drie ministers en de gevolmachtigd minister, de MAN twee ministers en de PNP, NA en UPB elk een minister en een staatssecretaris, en de DP Sint Eustatius en WIMP elk een staatssecretaris.

### Ambtsbekleders
| Ministers / Ministerie | Ambtsbekleders              | Partij | Vanaf:           |
| --- | --------------------------- | ------ | ---------------- |
| Minister van Algemene Zaken en tevens Minister-President | Emily de Jongh-Elhage       | PAR    | 26 maart 2006    |
| Minister van Financiën | Ersilia de Lannooy          | PNP    | 26 maart 2006    |
| Minister van Constitutionele en Binnenlandse Zaken | Roland Duncan               | NA     | 26 maart 2006    |
| Minister van Justitie | David Dick                  | PAR    | 26 maart 2006    |
| Minister van Justitie | Magali Jacoba               | PAR    | 14 augustus 2009 |
| Minister van Onderwijs, Jeugd, Cultuur en Sport | Omayra Leeflang             | PAR    | 26 maart 2006    |
| Minister van Arbeid en Economische Zaken | Burney Elhage (vicepremier) | UPB    | 26 maart 2006    |
| Minister van Arbeid en Economische Zaken | Elvis Tjin Asjoe            | UPB    | 13 juli 2007     |
| Minister van Arbeid en Economische Zaken | Hubert Martis               | UPB    | 19 maart 2009    |
| Minister van Gezondheid en Sociale Ontwikkeling | Sandra E. Smith             | MAN    | 26 maart 2006    |
| Minister van Gezondheid en Sociale Ontwikkeling | Ersilia de Lannooy          | PNP    | 6 december 2006  |
| Minister van Gezondheid en Sociale Ontwikkeling | Omayra Leeflang             | PAR    | 4 juni 2007      |
| Minister van Verkeer, Vervoer en Ruimtelijke Ontwikkeling | Kenneth Gijsbertha          | MAN    | 26 maart 2006    |
| Minister van Verkeer, Vervoer en Ruimtelijke Ontwikkeling | Omayra Leeflang             | PAR    | 6 december 2006  |
| Minister van Verkeer, Vervoer en Ruimtelijke Ontwikkeling | Maurice Adriaens            | FOL    | juni 2007        |
| Staatssecretarissen / Ministerie / Portefeuille | Ambtsbekleders              | Partij | Vanaf:           |
| Staatssecretaris van Justitie | Ernie Simmons               | DP     | 26 maart 2006    |
| Staatssecretaris van Financiën belast met het fiscale zaken | Alex Rosaria                | PNP    | 26 maart 2006    |
| Staatssecretaris van Constitutionele Zaken belast met het Solidariteitsfonds en de decentralisatie van taken en bevoegdheden naar de eilandgebieden Bonaire, Saba en Sint Eustatius | Shamara Nicholson-Linzey    | WIPM   | 26 maart 2006    |
| Staatssecretaris van Verkeer en Communicatie belast met luchtvaart en de meteorologische dienst                                                                                     | Julio G. Constancia         | FOL    | 10 juli 2009     |
| Staatssecretaris van Algemene Zaken belast met constitutionele zaken | Hubert Martis               | UPB    | 26 maart 2006    |
| Staatssecretaris van Algemene Zaken belast met constitutionele zaken | Noris Gomes                 | UPB    | 19 maart 2009    |
| Staatssecretaris van Volksgezondheid | Rodolphe Samuel             | NA     | 26 maart 2006    |
| Staatssecretaris van Volksgezondheid | Joan Smart-Berkle           | NA     | 2007             |
| Staatssecretaris van Volksgezondheid | George Pantophlet           | NA     | 7 januari 2009   |
| Staatssecretaris van Volksgezondheid | Patrick Illidge             | NA     | 10 juli 2009     |
| Gevolmachtigd minister | Ambtsbekleders              | Partij | Vanaf:           |
| Gevolmachtigd minister in Den Haag | Paul Comenencia             | PAR    | 26 maart 2006    |
| Gevolmachtigd minister in Den Haag | Marcel van der Plank        | PAR    | 4 juli 2009      |

Jonckheer I · 
Jonckheer II · 
Jonckheer III · 
Jonckheer IV · 
 Sprockel · 
Petronia ·
Isa-Beaujon · 
Evertsz · 
Rozendal ·
Pourier I ·
Martina I ·
Martina II ·
Martina III ·
Liberia-Peters I ·
Martina IV ·
Liberia-Peters II ·
Liberia-Peters III ·
Paula · 
Pourier II ·
Römer ·
Pourier III ·
Ys I ·
Godett ·
Ys II ·
de Jongh-Elhage I ·
de Jongh-Elhage II ·